# Zorokiw
Zorokiw (ukr. Зороків) – wieś na Ukrainie, w obwodzie żytomierskim, w rejonie żytomierskim. W 2001 liczyła 340 mieszkańców, wśród których 334 jako ojczysty język wskazało ukraiński, 5 rosyjski, a 1 białoruski.

## Urodzeni
- Julian Mowczan